# كيران مارتن
كيران مارتن (بالهندية: किरण मार्टिन؛ بالإنجليزية: Kiran Martin) هي أكاديمية هندية، ولدت في 9 يونيو 1959 في دلهي في الهند.